# Брузон, Ренато
Ренато Брузон (итал. Renato Bruson, род. 13 января 1936 года, Эсте, по другим источникам Гранце, Италия) — итальянский оперный певец, баритон. В 1970-90-х годах был ведущим исполнителем в операх Верди и Доницетти. Брузон считается одним из наиболее видных вердиевских баритонов конца XX и начала XXI века.

## Биография
Ренато Брузон родился в коммуне Гранце в Италии в семье безземельных крестьян. Мать умерла, когда Ренато было восемь лет, отец подолгу работал, чтобы прокормить двоих детей. С детства Брузон пел в церковном хоре. Окончил технический институт в Ровиго, но работу по специальности не получил. Он начал своё музыкальное образование в консерватории Падуи. Близкие не поддерживали стремление Ренато к музыке, считая, что таким образом он увиливает от настоящей работы. В его окружении бытовало мнение, что музыкантами становятся лишь неудачники. Закончить образование Брузон смог благодаря стипендии и поддержке друзей, подрабатывал уборщиком и рабочим на сахарном заводе.
Стал победителем вокального конкурса в Сполето в 1960 году. Оперный дебют Брузона состоялся в 1961 году в Лирическом экспериментальном театре в Сполето в роли ди Луны («Трубадур» Верди).  В следующем году он пел Риккардо («Пуритане» Беллини) в Римском оперном театре. Дебютировал в Метрополитен-опера в 1969 году в роли Энрико («Лючия ди Ламмермур» Доницетти). В 1970 году под руководством дирижёра Риккардо Мути пел Ренато в опере Верди «Бал-маскарад» во Флоренции. Значимый дебют в Ла Скала состоялся в 1972 году с партией Антонио («Линда ди Шамуни» Доницетти), впоследствии его карьера в основном была связана с этим театром. Затем выступил на Эдинбургском Международном фестивале (1972) в роли Эцио («Аттила» Верди), в Ковент-Гарден в 1975 году с успехом заменил Пьеро Каппуччилли в опере «Бал-маскарад». На сцену Венской оперы вышел в 1978 году в роли Макбета и имел такой успех, что самый престижный театр Австрии, один из самых престижных в мире, вручил ему почётный титул Kammersänger.
В 1980 году на фестивале Флорентийский музыкальный май предложил новую трактовку образа Яго («Отелло» Верди). В 1980-х годах он обратился к музыке Моцарта, спев Дон Жуана, и к итальянскому веризму в опере Джордано «Андре Шенье». Снимался у Дзефирелли в фильме-опере «Сельская честь». Интерпретацию Фальстафа в опере Верди, в частности в постановке 1982 года под руководством Карло Мирии Джулини, считают одной из величайших партий в репертуаре певца. Брузон отличается творческим долголетием, почти в семидесятилетнем возрасте пел в Венской опере Жермона («Травиата» Верди), этот спектакль в 2003 году был показан в Большом театре в Москве.
Брузон — выдающийся мастер бельканто. Отмечают элегантную и выразительную фразировку, бархатистый тембр, один из самых красивых за полвека, мягкое звукоизвлечение — достоинства, обусловленные природным даром и тщательной работой над собой. Брузон наделён и незаурядными актерскими качествами, элегантен и аристократичен, лишён вульгарности и ложного пафоса. Его интерпретации вердиевских ролей вернули им подлинное звучание, утерянное под влиянием распространения веристского репертуара. Некоторые критики считают Брузона лучшим Риголетто со времени Тито Гобби.
Ренато Брузон дает мастер-классы, является президентом Global Internet Vocal Competition.

## Признание и награды
- Почётный гражданин Фермо
- Почётный доктор университета Урбино
- Почётный гражданин Пармы
- Почётный гражданин Ортоны
- Почётный гражданин Палми
- Почётный член «Общества Доницетти» в Лондоне
- Кавалер Большого креста «За заслуги перед Итальянской Республикой»
- Коммендаторе Ордена рыцарей Мальты
- Kammersänger от Венской государственной оперы
- Кавалер Верди (почётное звание Пармы)[6]

Награждён призом Orphée d’Or Французской Académie du disque Lyrique в 1980 году за запись оперы Верди «Луиза Миллер» на Deutsche Grammophon..